# Chromeč
Chromeč (in tedesco Krumpisch) è un comune della Repubblica Ceca facente parte del distretto di Šumperk, nella regione di Olomouc.